# Coz I Luv You (canción)
«Coz I Luv You» es una canción y sencillo lanzado en 1971 por la banda de rock británica Slade. Escrita por su vocalista, Noddy Holder, y por el bajista del grupo, Jim Lea, contó con la producción de Chas Chandler, quien había sido bajista de The Animals y había trabajado con Jimmy Hendrix anteriormente. La canción llegó a ser número 1 en las listas de Reino Unido, durando en dicha posición quince semanas.

## Producción
La canción fue escrita después de que Chandler insistiera a la banda de escribir una canción original, no una versión, para ser el próximo sencillo. Una noche, Lea apareció en la casa de Holder con su violín y una idea para una canción después de escuchar "Nine By Nine" de John Dummer Band. Lea sugirió que él y Holder escribieran una canción que tuviera influencias claras del Quintette du Hot Club de France de Django Reinhardt y / Stéphane Grappelli. La pareja escribió la canción en media hora y comenzó la exitosa asociación de composición de Holder-Lea, que continuaría escribiendo la mayor parte del material de Slade. Al día siguiente, la banda tocó acústicamente la canción para Chandler, quien respondió: "Creo que has escrito tu primer disco de éxito. De hecho, creo que has escrito tu primer número 1".
Slade grabó la canción en apenas dos días. Aunque a Chandler le gustó la canción, la banda se mostró menos entusiasta, ya que creían que era demasiado pop y débil en comparación con su anterior sencillo. En el esfuerzo por hacer que el disco fuera más parecido a la esencia del grupo, se le añadieron pisadas, golpes más potentes en la batería y aplausos. La banda pensó que el título original, "Since I Love You", no se adaptaba a la imagen o al sonido del grupo, por lo que Holder sugirió deletrear el título para reflejar su dialecto del Black Country, pasando luego a convertirse en Coz I Luv You, que fue registrada como marca por Slade.
En una entrevista con Sounds en 1980, el grupoa seguró que la canción "fue una locura [...] un descarte para el álbum que funcionó al final y llegó al número uno en dos semanas. ¡Y nosotros pensando que era un montón de mierda!".

## Lanzamiento
Coz I Luv You fue lanzado en vinilo de siete pulgadas por Polydor Records en el Reino Unido, Irlanda, varios países de Europa, Escandinavia, Yugoslavia, Israel, Canadá, Sudáfrica, Australia, Nueva Zelanda, Argentina, Brasil y Japón. En Estados Unidos, fue lanzado por Cotillion. En 1977 y nuevamente en 1987, el sencillo fue reeditado en Alemania. En 1983, fue reeditado en Bélgica. En 1993, la canción volvió a ser publicada en Alemania, esta vez en CD.
La canción llegaría a aparecer en la película de 1998 Velvet Goldmine, así como en un anuncio del Ford Transit. Ya en los años 2000, sería utilizada en un episodio de la serie británica Life on Mars, así como en la cinta española El Lobo, un thriller policíaco basado en hechos reales sobre la infiltración de un agente en la banda terrorista ETA.

## Promoción
El sencillo no contó con ningún videoclip de promoción. No obstante, fueron varias las filmaciones de grabaciones en directo realizadas por el grupo en programas de la televisión británica.

## Recepción de la crítica
Tras su lanzamiento, Record Mirror dijo que la canción era un "sucesor natural" de Get Down and Get With It, describiéndola como una "acumulación fuerte de golpes de pies" y un "doblador de orejas muy persistente". Por su parte, el medio New Musical Express expresó que la canción "debería satisfacer tanto al pop de la corriente principal como a los nostálgicos", describiéndola como un "número contundente, generando bolsas de electricidad y urgencia, y bendecida con una línea de melodía fuerte y una coro".

## Personal
- Noddy Holder - voces, guitarra rítmica
- Dave Hill - guitarra líder, coro
- Jim Lea - violín, bajo, coro
- Don Powell - batería
- Chas Chandler - producción

## Posición en listas
| Listas (1971)                  | Posición más alta |
| ------------------------------ | ----------------- |
| Alemania Federal (ARIA)        | 9                 |
| Australia (ARIA)               | 9                 |
| Bélgica (Ultratop)             | 7                 |
| Francia (SNEP)                 | 21                |
| Irlanda (Irish Singles Chart)  | 1                 |
| Países Bajos (Dutch Top 40)    | 2                 |
| Reino Unido (UK Singles Chart) | 1                 |